# Boris Sokolov
Pour l’article homonyme, voir Boris Matvéïévitch Sokolov.
Boris Vadimovitch Sokolov (en russe : Бори́с Вади́мович Соколо́в), né le 2 janvier 1957 à Moscou, est un historien et un chercheur en littérature russe. Il a un diplôme de candidat ès sciences en Histoire et un doktor nauk en philologie.

## Biographie
En 1979, il est diplômé du département de géographie de l'Université d'État de Moscou, avec une spécialisation en géographie économique. Ses travaux ont été traduits en japonais, en polonais, en letton et en estonien. Il a également traduit quelques travaux littéraires depuis plusieurs langages.
Il travaille à l'Institut de littérature mondiale sous le régime soviétique, puis devient professeur d'anthropologie sociale et culturelle à l'Université d'État des sciences sociales de Russie. En septembre 2008, il doit démissionner sous la pression du président Dmitri Medvedev après la publication d'un article intitulé « Saakachvili a-t-il perdu ? ».
Il a écrit de nombreuses monographies sur Nicolas Gogol, Sergueï Essénine et Mikhaïl Boulgakov (ainsi qu'une encyclopédie de Boulgakov, parue en 1996).
À partir des années 1990, il se spécialise dans l'Histoire russe du XXe siècle, publiant des études sur Lavrenti Beria, Joseph Staline, Viatcheslav Molotov et Léonid Brejnev. Il fait partie des historiens critiques sur le rôle de l'Union Soviétique dans la seconde Guerre mondiale.
En mars 2010, il signe la pétition de l'opposition russe « Poutine doit partir ».

## Production écrite
- (ru) Boris Sokolov, Булгаков. Энциклопедия, Moscou, Алгоритм(Lokid-Mif),‎ 1996-2003, 586 p. (ISBN 978-5-320-00143-2)[T 1]
- (ru) Boris Sokolov, Вторая мировая. Факты и версии, AST-Press book,‎ 2005[T 2]
- (ru) Boris Sokolov, Оккупация. Правда и мифы, AST-Press book,‎ 2002, 349 p. (ISBN 978-5-7805-0853-3, militera.lib.ru/research/sokolov3/index.html)[T 3]
- (ru) Boris Sokolov, Неизвестный Жуков : портрет без ретуши в зеркале эпохи, Родиола-плюс (Rhodiola - Plus), coll. « Мир в войнах (Le monde en guerre) »,‎ 2000, 608 p. (militera.lib.ru/research/sokolov2/index.html)[T 4]
- (ru) Boris Sokolov, Михаил Булгаков : Загадки судьбы, Moskva/Москва, Vagrius,‎ 2008, 544 p. (ISBN 978-5-9697-0625-5)[T 5]
- (ru) Boris Sokolov, Михаил Булгаков : Загадки творчества., Moskva/Москва, Vagrius,‎ 2008, 688 p. (ISBN 978-5-9697-0626-2)[T 6]
- (en) Boris Sokolov, The Role of the Soviet Union in the Second World War : A Re-examination, vol. 14, Londres, Helion, coll. « Studies in Military History », 2013 (ISBN 978-1-909982-42-0)[T 7]
- (ru) Boris Sokolov, Врангель, Moskva/Москва, Молодая гвардия (Jeune garde), coll. « Жизнь замечательных людей (la vie de personnes remarquables) »,‎ 2009, 502 p. (ISBN 978-5-235-03294-1)[T 8]
- (ru) Boris Sokolov, Рокоссовский, Moskva/Москва, Молодая гвардия (Jeune garde), coll. « Жизнь замечательных людей (la vie de personnes remarquables) »,‎ 2010, 560 p. (ISBN 978-5-235-03233-0)[T 9]
- (ru) Boris Sokolov, Кто воевал числом, а кто : умением, Яуза-пресс (Jauza Press),‎ 2011, 288 p. (ISBN 978-5-9955-0255-5)[T 10]
- (ru) Boris Sokolov, Россия и СССР на бойне. Людские потери в войнах XX века, Яуза-пресс (Jauza Press),‎ 2013, 448 p. (ISBN 978-5-9955-0632-4)[T 11]